# دنیاگیری کووید-۱۹ در نیوزیلند
دنیاگیری کووید-۱۹ در نیوزیلند بخشی از همه‌گیری هم‌اکنون در جریان بیماری کروناویروس 2019 (COVID-۱۹) ناشی از سندرم حاد تنفسی حاد کرونا ویروس 2 (SARS-CoV-۲) است. اولین مورد این بیماری در نیوزلند در ۲۸ فوریه ۲۰۲۰ گزارش شد. تا تاریخ ۲۲ مارس ۲۰۲۱، این کشور در مجموع ۲۴۶۲ مورد داشته‌است (۲۲۱۰ مورد تأیید شده و ۳۵۶ مورد احتمالی ). 26 نفر بر اثر ویروس جان خود را از دست داده‌اند، و در همه ۲۰ منطقه هیئت بهداشت منطقه (DHB) مواردی ثبت شده‌است. اوضاع همه گیر در اوایل آوریل ۲۰۲۰ با ۸۹ مورد جدید در روز و ۹۲۹ مورد فعال به اوج خود رسید.
همه مرزها و بنادر ورودی نیوزیلند در ۱۹ مارس ۲۰۲۰ به غیر افراد مقیم بسته شد، و شهروندان و مقیمان برگردنده به این کشور ملزم به ایزوله نگاه داشتن خود هستند. از ۱۰ آوریل، همه نیوزیلندی‌ها که از خارج از کشور برمی گردند باید دو هفته در انزوای مدیریت شده بمانند.
رویکرد نیوزیلند به بیماری همه گیر به دلیل اقدام سریع و سختگیرانه آن در مورد ویروس، که از ۲۲ مارس ۲۰۲۱، ۱٬۸۵۲٬۵۵۷ آزمایش انجام داده در سطح بین‌المللی به‌طور گسترده‌ای ستوده شده‌است.

## پاسخ

### پاسخ‌های دولت مرکزی
دولت نیوزیلند با ایجاد یک مرکز هماهنگی بهداشت ملی (NHCC) به دنیاگیری جهانی کووید -۱۹ پاسخ داد. در اوایل فوریه سال ۲۰۲۰، دولت در پاسخ به دنیاگیری کووید-۱۹ که از ووهان نشات گرفته، ورود اکثر مسافران از چین را ممنوع کرد. علاوه بر این، دولت چندین پرواز بازگشت را برای بازگشت شهروندان، مقیمان و اعضای خانواده آنها تدارک دید، این کار از ووهان در فوریه ۲۰۲۰ آغاز شد.
در واکنش به افزایش موارد از سفرهای خارج از کشور و درون جامعه، نخست‌وزیر جاسیندا آردرن در ۱۹ مارس ۲۰۲۰ مرزهای کشور را به روی غیر شهروندان و افراد غیر مقیم بست. در ۲۱ مارس، دولت یک سیستم سطح هشدار چهار لایه ارائه داد، که بسیاری از جمعیت و اقتصاد کشور را از ۲۵ مارس در تعطیلی کامل قرار داد. با توجه به موفقیت استراتژی حذف دولت در کاهش شیوع کووید-۱۹، محدودیت‌های تعطیلی کامل، اجتماعات اجتماعی و فعالیت‌های اقتصادی به تدریج در ۲۸ آوریل، ۱۱ مه، ۲۵ مه، و ۸ ژوئن رفع شد. رفع محدودیت‌های سطح هشدار سطح ۱ در ۸ ژوئن محدودیت‌های فاصله اجتماعی و قفل اجتماعی را برداشت اما محدودیت‌های مرزی را حفظ کرد. در ۱۳ مه، دولت قانون بحث‌برانگیز COVID-19 Health Health Response Act 2020 را تصویب کرد که به نیروی انتظامی اجازه می‌دهد بدون اجرای حکم برای اعمال محدودیت‌های تعطیلی کامل، به خانه‌ها و سایر اماکن وارد شوند.